# Aleksandrówka (powiat zwoleński)
Aleksandrówka dawniej też Aleksandrów – wieś w Polsce położona w województwie mazowieckim, w powiecie zwoleńskim, w gminie Policzna}. Ma status sołectwa.
| SIMC    | Nazwa | Rodzaj    |
| ------- | ----- | --------- |
| 1058579 | Praga | część wsi |

W latach 1975–1998 miejscowość należała administracyjnie do województwa radomskiego.
Wierni Kościoła rzymskokatolickiego należą do parafii św. Stefana w Policznie.